# Соколовци
Соколовци е село в Южна България. То се намира в община Смолян, област Смолян.

## География
Село Соколовци се намира в централната част на Родопите. Разположено е на около 90 километра южно от Пловдив, на 10 km от Смолян, на 14 km от к.к. Пампорово и на 7 km от местността Рожен. През селото преминава главният път II-86 от Пловдив през прохода Рожен за Смолян (кв. Устово) и изграждащият се нов граничен контролно пропускателен пункт край град Рудозем, съответно към град Ксанти в Северна Гърция.
Селото е разположено на 1016 m надморска височина, посочено на Табелка от Българско географско дружество в двора на църквата „Св. Апостоли Петър и Павел“.

## История
Селото Соколовци (до 1934 г. – Долно Дерекьой) вероятно е основано от бегълци от южните склонове на планината (понастоящем в Гърция) около 1550 година по време на първата масова вълна на верско насилие и помохамеданчване. Друга версия свързва основаването на селото с необходимостта от зимни и летни места за пребиваване на многобройните стада, отглеждани в Северна Гърция и Родопите, като постепенно някои от тези временни „бази“ се превръщат и в постоянни селища. Има предание, според което едни от първите заселници се събират в местността „Коритата“ (близо до седловината Рожен) и провеждат спор къде да бъде разположено селото – на Рожен или в долината на река Бяла. След като хвърлят три пъти „чоп“ (жребий), два пъти се „пада“ „в дерона“ (където е и днешното село). Постепенно селото нараства, пристигат и други заселници, раждат се деца...
През времето на османската власт са правени многобройни опити за насилствено налагане на исляма, но всички те са отхвърляни с ожесточена съпротива, като жителите на селото стават известни с прочутия си „долнодерекьойски инат“.
Характерно за поминъка на Родопите е овчарството, като Долно Дерекьой (Соколовци) не прави изключение. Жителите на селото развиват овчарството до такава степен, че според един данъчен турски ферман в началото на 18 век селото притежавало 48 000 глави добитък, „първенци“ били и по брой на „кехаи“ (собственици на стада) – цели 10 по едно и също време, докато по това време в Чокманово е имало 5 – 6, в Горно Дерекьой (Момчиловци) – 3 – 4, а на места по 2 – 3. Това води и до силно развитие на производството на вълна и шивачеството. Соколовските кехаи са притежавали многобройни земи край селото, на Рожен, рида Мурсалица в Родопите, ползвали са земи в Северна Гърция. Развива се горската преработвателна промишленост. Разположението на селото на централния път от Пловдив за Гърция, развитието на производството на хранителни и текстилни продукти от животновъдството, както и добив и преработка на дървесина водят до формиране на търговска прослойка. Развиват се и занаяти като дърворезба, златарство.
По време на Възраждането будни и богати жители от няколко родопски населени места успяват да получат осем султански фермана за построяване на църкви в Соколовци и околните села, като строежите е трябвало да приключат за 3 месеца. Тогава през 1836 г. се построява църквата „Св. Апостоли Петър и Павел“.
По време на Руско-турската война (1877 – 1878 г.) селото е разграбено и частично опожарено от части от разбитата и отстъпваща Сюлейманова армия. Селото и териториите на юг от Рожен остават в пределите на Османската империя още цели 34 години. Селото остава в Турско, а имотите на населението в Източна Румелия. По това време се създава таен комитет на Рожен в махала Караманица. Така освен за обработка на ливадите и нивите границата често се преминавала за пренасяне на оръжия, тайни писма, контрабандни стоки. Това довежда до затягане на граничния контрол и границата започва да се отваря свободно само 2 дена в годината, за да се видят роднините от двете страни на границата. От изселници от Соколовци по това време е основано и село Проглед (близо до гр. Чепеларе). Тези събирания поставят началото на една традиция, която по-късно става основата на общонационалния фолклорен събор „Рожен“.
При избухването на Балканската война в 1912 година 35 души от Дерекьой (Горно или Долно) са доброволци в Македоно-одринското опълчение.
По-късно през 30-те и 40-те години на ХХ в. соколовски жители притежават земи и стопанисват странноприемници в Северна Гърция (напр. в Ксанти) и др. След края на Втората световна война те се завръщат в родното си място и на практика губят своите вложения в Гърция. Макар и въпросът да е уреден на междудържавно ниво между България и Гърция отдавна, наследниците на тези предприемачи са компенсирани едва в края на 90-те години на ХХ в. с компенсаторни записи.
В периода 1944 – 1989 г. и след това, професионалният статус на жителите на селото се изменя, като от село Соколовци излизат юристи, университетски преподаватели, лекари, стоматолози, научни работници, държавни служители, работници в сферата на транспорта. Традицията да се дава мило и драго за изучаване на децата продължава и до днес.
Възстановена и запазена е традицията за ежегодно отбелязване и честване на празника на селото – Петровден, по време на който има тържества, които стават повод и за родови срещи, на които се срещат и веселят близки и роднини.
Съгласно договореност между частните собственици на земи на Рожен и община Смолян, соколовските жители и техните наследници предоставят земите си за провеждане на националния събор „Рожен“.

## Религии
Източно-православни.

## Културни и природни забележителности
- Църква „Свети Апостоли Петър и Павел“, построена през 1836 г.[4]
- Многобройни параклиси около селото; връх Св. Никола (Сакарка); резерват „Момчилски дол“[10]; седловината „Рожен“; Национална астрономическа обсерватория „Рожен“[11]; интересни скални образувания в горната част на селото[12][13].
- На 1,5 km от селото е карстовият извор „Хубча“ и два римски моста[13].
- Курортен комплекс „Пампорово“, вкл. телевизионна кула „Снежанка“[14] (на разстояние около 14 km от селото).
- Разположението на селото позволява сравнително бърз и лесен достъп до различните забележителности в област Смолян [13][12].

## Редовни събития
- Празник на селото Петровден – на 29 юни.
- Читалище „Просвета-1930“, с. Соколовци [15] организира редовни културни прояви по повод Деня на християнското семейство [16][17][18], Международен ден на жената и др., функционира смесена самодейна фолклорна група [15].

## Личности
Родени в и свързани по родова линия със с. Соколовци
- Иван Сбирков, български революционер, деец на ВМОРО
- Манол Куцината, български революционер, куриер на ВМОРО[19]
- Петър Кузманов (1878 – 1917), български революционер, деец на ВМОРО
- Стефан Захманов (1903 - 1996), един от старите майстори на родопската каба гайда
- Стефан Чакъров (1877 – 1950), български революционер, деец на ВМОРО
- Христо Цеков (1900-1923) , български революционер.
- Стоян Хасъма, български революционер, куриер на ВМОРО[20][21]
- Проф. д-р Никола Милчев (1944 – 2011) – акушер-гинеколог, ръководител на Катедра АГ, МУ-Пловдив, акушер-гинеколог на годината в България през 2009 г.[22]
- Проф. Георги Петканов (1947 – 2015) – юрист, конституционен съдия, министър на вътрешните работи, министър на правосъдието, декан на Юридическия факултет на СУ „Св. Климент Охридски“[23][22][24]